# Basketball Ulm
Il Basketball Ulm, noto per ragioni di sponsor come Ratiopharm Ulm, è una società cestistica, avente sede a Ulma, in Germania. Fino al 2001 faceva parte della polisportiva SSV Ulm 1846. Fondata nel 1970, nel 2001, dopo gli accordi di sponsorizzazione con l'azienda farmaceutica Ratiopharm, assunse la denominazione attuale.
Gioca nel campionato tedesco.

## Roster 2023-2024
Aggiornato al 27 ottobre 2023.
|    | Naz.                                                | Ruolo | Sportivo              | Anno | Alt. | Peso | Note |
| -- | --------------------------------------------------- | ----- | --------------------- | ---- | ---- | ---- | ---- |
| 0  | Spagna (bandiera)                                   | G     | Sigu Sisoho           | 2000 | 191  | 95   |      |
| 1  | Francia (bandiera)                                  | AP    | Pacôme Dadiet         | 2005 | 200  | 85   |      |
| 3  | Germania (bandiera)                                 | G     | Philip Hecker         | 2002 | 193  | 90   |      |
| 7  | Danimarca (bandiera)                                | G     | Tobias Jensen         | 2004 | 198  | 91   |      |
| 8  | Germania (bandiera)                                 | AP    | Robin Christen        | 1991 | 202  | 105  |      |
| 9  | Germania (bandiera)                                 | G     | Maximilian Langenfeld | 2003 | 195  | 75   |      |
| 11 | Serbia (bandiera)                                   | AG    | Andrija Matić         | 1996 | 208  | 103  |      |
| 12 | Francia (bandiera)                                  | AG    | Noa Essengue          | 2006 | 205  | 88   |      |
| 13 | Germania (bandiera)                                 | C     | Nicolas Bretzel       | 1999 | 213  | 118  |      |
| 14 | Germania (bandiera)                                 | AG    | Philipp Herkenhoff    | 1999 | 209  | 106  |      |
| 17 | Spagna (bandiera)                                   | P     | Juan Núñez            | 2004 | 192  | 86   |      |
| 21 | Germania (bandiera)                                 | AP    | Alec Anigbata         | 2004 | 203  | 90   |      |
| 22 | Austria (bandiera) · Germania (bandiera)            | P     | Thomas Klepeisz       | 1991 | 186  | 82   |      |
| 30 | Stati Uniti (bandiera) · Rep. Dominicana (bandiera) | AG    | L.J. Figueroa         | 1998 | 198  | 91   |      |
| 31 | Stati Uniti (bandiera)                              | G     | Dakota Mathias        | 1995 | 193  | 91   |      |
| 32 | Brasile (bandiera)                                  | PG    | Georginho             | 1996 | 197  | 88   |      |
| 35 | Germania (bandiera)                                 | GA    | Karim Jallow          | 1997 | 198  | 90   |      |
| 50 | Stati Uniti (bandiera)                              | C     | Trevion Williams      | 2000 | 206  | 120  |      |

### Staff tecnico
| Allenatore: | Anton Gavel |
| Assistente: | Tyron McCoy |

## Palmarès
- Campionato tedesco: 1

2022-2023
- Coppa di Germania: 1

1996

## Cestisti
- Sebastian Betz 2007-2013